# Плаве
Плаве (словен. Plave) — поселення на правому березі річки Соча в общині Канал, Регіон Горишка, Словенія. Висота над рівнем моря: 191,4 м.